# Matías Conti
Matías Ruben Conti (Reconquista, 17 gennaio 1990) è un ex calciatore argentino, di ruolo attaccante.